# Ludwigia peploides
Ludwigia peploides là một loài thực vật có hoa trong họ Anh thảo chiều. Loài này được (Kunth) P.H.Raven mô tả khoa học đầu tiên năm 1964.

## Hình ảnh

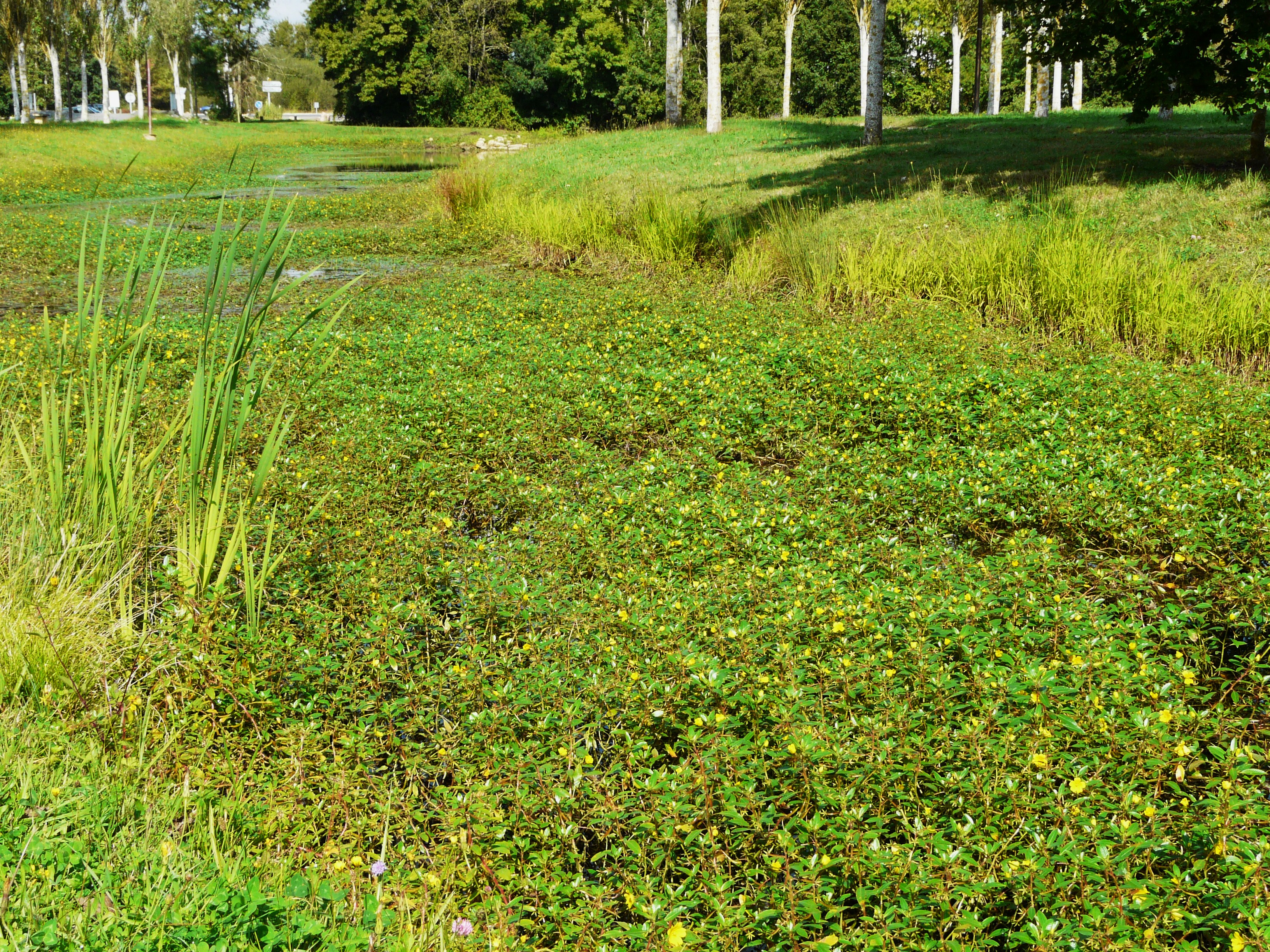
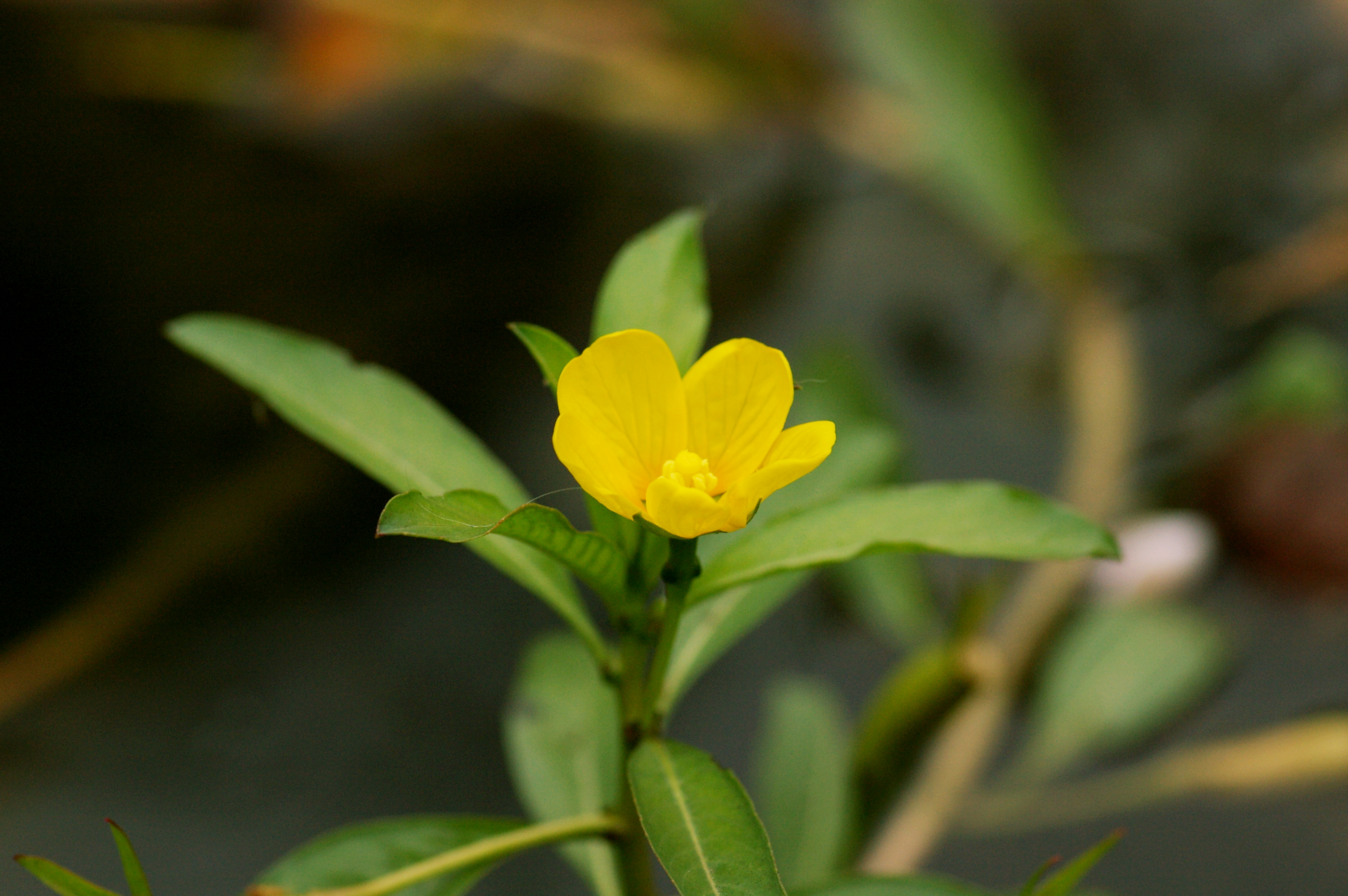
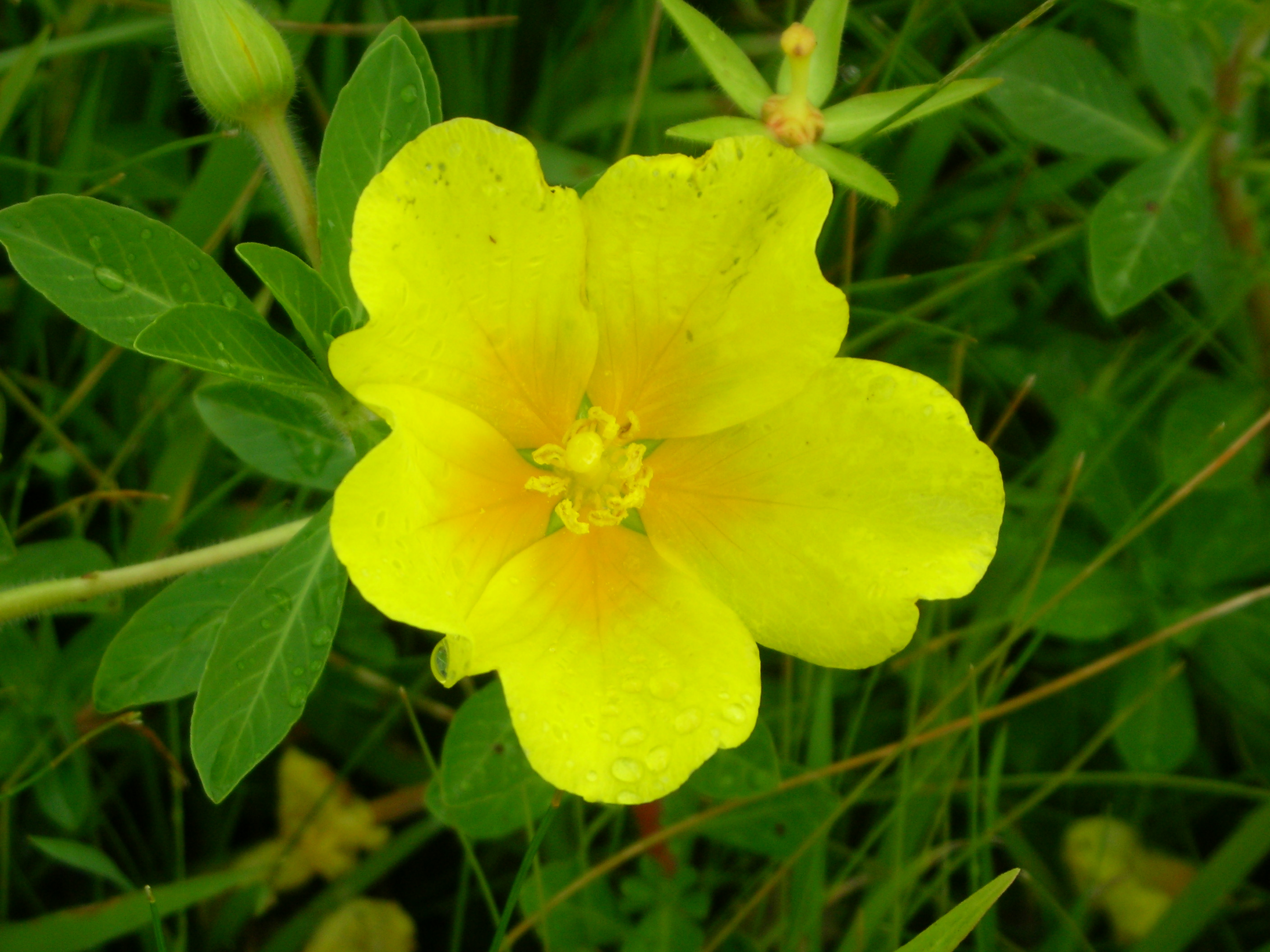
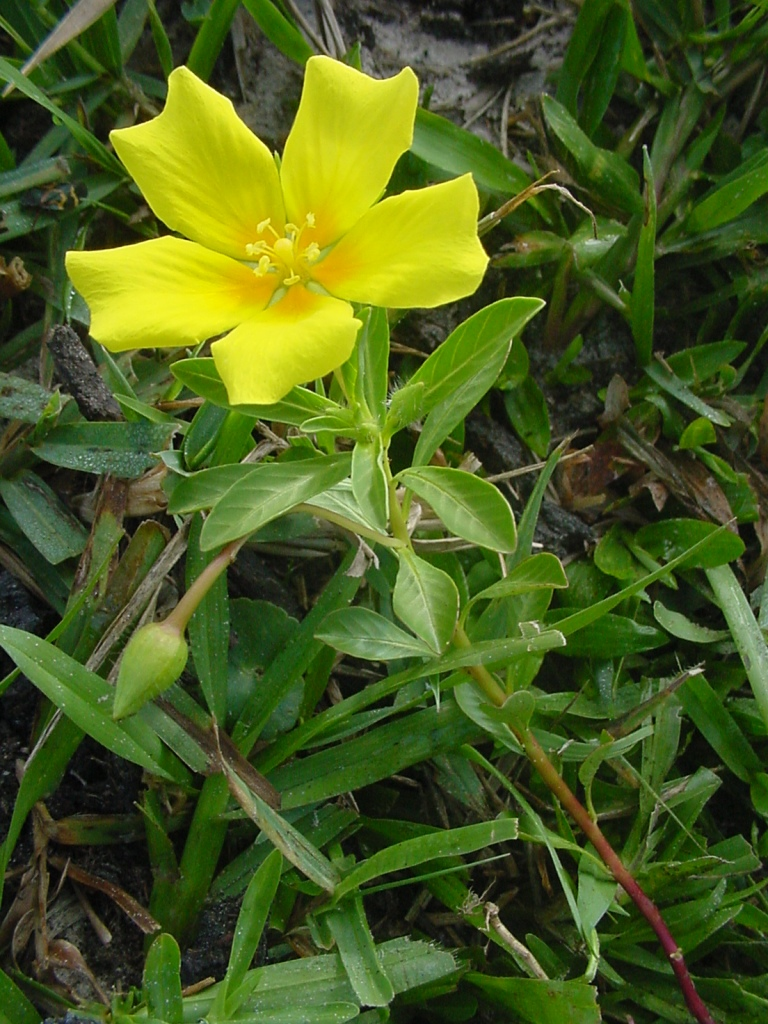